# Medina tristis
Medina tristis är en tvåvingeart som beskrevs av Robineau-desvoidy 1830. Medina tristis ingår i släktet Medina och familjen parasitflugor.
Artens utbredningsområde är Frankrike. Inga underarter finns listade i Catalogue of Life.